# Viktor Gebhard
Viktor Gebhard (* 8. Mai 1896 in München; † 11. September 1957 in Dillingen an der Donau) war ein deutscher Klassischer Philologe und Gymnasiallehrer. Sein Forschungsschwerpunkt war die altgriechische Religion.

## Leben
Viktor Gebhard studierte Klassische Philologie an der Universität München. Aus einer von Otto Crusius betreuten Seminararbeit über zwei altgriechische Kultvereine, die Pharmakoi in Ionien und die Sybakchoi in Athen, ging später seine Dissertation hervor. Nach dem Ersten Weltkrieg absolvierte er zunächst 1920 das Probejahr und unterrichtete anschließend als Studienrat am Gymnasium in Eichstätt. Von dort aus schloss er seine Dissertation ab, die von Albert Rehm betreut wurde und 1926 erschien. In dieser Dissertation und in weiteren Publikationen leistete er wichtige Beiträge zum Verständnis der griechischen Menschenopfer- und Sündenbock-Rituale sowie von Festen wie den Thargelia.
Von 1935 an unterrichtete Gebhard am Gymnasium mit Oberrealschule in Dillingen an der Donau, wo er 1940 zum Studienprofessor ernannt wurde. Er trat im Juni 1953 in den Ruhestand.
Neben dem Unterricht war Gebhard wissenschaftlich und publizistisch tätig. Im Auftrag von Wilhelm Kroll und Karl Mittelhaus verfasste er über 150 mythologische und religionswissenschaftliche Artikel für die Neubearbeitung von Paulys Realencyclopädie der classischen Altertumswissenschaft (RE).

## Schriften (Auswahl)
- Die Pharmakoi in Ionien und die Sybakchoi in Athen. M. Hueber, München 1926 (Dissertation).